# Ca l'Andanés
Ca l'Andanés és una casa d'Amer (Selva) inclosa a l'Inventari del Patrimoni Arquitectònic de Catalunya.

## Descripció
Immoble de quatre plantes cobert amb una teulada irregular d'una sola aiguda de vessant a façana. Està ubicat al carrer Abat Vilafreser, però simultàniament fa cantonada amb la plaça de Sant Miquel.
La façana que dona al carrer Abat Vilafreser és la principal i està estructurada internament en dues crugies. La planta baixa consta d'un portal rectangular equipat amb llinda monolítica i muntants de pedra ben treballats i escairats. En el primer pis trobem tres obertures, a destacar especialment dues, que són les que estan equipades amb llinda monolítica i muntants de pedra. La de la dreta actua com a finestra, mentre que la del centre està projectada com a balconada i equipada amb una petita barana de ferro forjat. Tot i que la barana és petita, el treball de la forja és bastant encertat, com així ho acredita la decoració central amb cossos geomètrics.
El segon pis consta de dues obertures rectangulars equipades amb llinda monolítica i muntants de pedra.
En el tercer pis, que actuaria com a golfes, tan sols trobem una finestra irrellevant que no ha rebut cap tractament singular a destacar.
Tanca l'edifici en la part superior, un ràfec format per quatre fileres: la primera de rajola, la segona de teula, la tercera de rajola plana i la quarta de teula.
La façana que dona a la plaça Sant Miquel és la secundària. Tot i així en la planta baixa trobem un portal d'accés auxiliar, equipat amb una gran llinda monolítica de grans proporcions.
En el primer pis trobem una obertura rectangular projectada com a balconada amb la seva respectiva barana de ferro forjat. Una barana, per cert, poc destre i elaborada, tant des de l'òptica tècnica com plàstica.
En el segon pis tenim una obertura rectangular equipada amb llinda monolítica i muntants de pedra.
Finalment el tercer pis actuaria com a golfes i està rematat amb un ràfec prominent format per llates de fusta.
Remarcar a mode d'apunt que la pedra té poc acta de presència en les dues façanes, fins al punt que la trobem concentrada en dos sectors específics com són les llindes i muntants de les diverses obertures, com en els blocs cantoners de pedra de l'extrem de la cantonada que es prolonguen des de la base fins al coronament de l'edifici.. Esmentar que en els dos casos predomina la pedra sorrenca.

## Història
La Plaça de Nostra Senyora de la Pietat, on trobem inscrit l'habitatge núm. 11, pertany a un dels barris més importants d'Amer com és El Pedreguet. Es tracta d'un barri emblemàtic que té en el carrer Girona un dels seus màxims exponents, com així ho acredita el fet de ser una de les principals artèries del nucli des de l'edat mitjana, com també ser l'eix vertebrador del barri.
El carrer Abat Vilafreser, on trobem inscrit Ca l'Andanés, pertany a un dels barris més importants d'Amer com és El Pedreguet. Es tracta d'un barri emblemàtic que té en el carrer Girona un dels seus màxims exponents, com així ho acredita el fet de ser una de les principals artèries del nucli des de l'edat mitjana, com també ser l'eix vertebrador del barri.